# Tito Rustio Nummio Gallo
Tito Rustio Nummio Gallo (in latino: Titus Rustius Nummius Gallus; 10 a.C. circa – dopo il 34) è stato un magistrato romano, console dell'Impero romano.

## Biografia
Ben poco è noto della carriera di Gallo. Sulla base delle rare attestazioni del suo nomen gentis Rustio, Olli Salomies ha ritenuto estremamente probabile una sua origine italica, e in particolare dalla città umbra di Interamna Nahars.
L'unico incarico noto della carriera di Gallo è il suo consolato, che egli ricoprì come suffetto da luglio a dicembre del 34 al fianco di Quinto Marcio Barea Sorano, sostituendo la coppia di ordinari composta da Paolo Fabio Persico e Lucio Vitellio.
Sempre Olli Salomies ha ritenuto assai probabile una parentela di Gallo con il Rustio Cepione nominato da Svetonio sotto Domiziano (probabilmente un senatore) e soprattutto con il console suffetto del 123 Tito Rustio Cepione.